# Wesley (Fußballspieler, 1987)
Wesley (* 24. Juni 1987 in Catanduva; voller Name Wesley Lopes Beltrame) ist ein brasilianischer Fußballspieler, der bei AA Ponte Preta unter Vertrag steht.

## Karriere

### Verein
Wesley verbrachte seine Jugend beim FC Santos, wurde von März bis Dezember 2009 an Paranaense ausgeliehen und spielte ab Anfang des Jahres 2010 wieder für seinen Heimatklub. Am 20. August 2010 gab Werder Bremen nach wochenlangen Verhandlungen den Wechsel bekannt. Wesley soll einen Vier-Jahres-Vertrag bis zum 30. Juni 2014 unterschrieben haben. Er debütierte am 11. September 2010 (3. Spieltag) im Spiel gegen den FC Bayern München in der Bundesliga. Sein erstes Bundesligator schoss er am 23. Oktober 2010 beim Spiel gegen Borussia Mönchengladbach, als er in der 12. Minute zum zwischenzeitlichen 2:0 traf.
Wesley konnte sich nie in der Stammformation der Bremer etablieren. Nachdem er in der Saison 2011/12 lediglich auf 5 Einsätze gekommen war, gab Werder Bremen am 8. März 2012 bekannt, dass Wesley zu Palmeiras São Paulo wechselte. Wegen eines Kreuzbandrisses verpasste er jedoch große Teile der Saison. So war er auch beim Pokalsieg im Juli 2012 nicht dabei.
Im Januar 2015 wechselte Wesley zum FC São Paulo. Er bestritt dort 49 Ligaspiele und machte dabei zwei Tore. Nach eineinhalb Jahren bei São Paulo wechselte Wesley im August 2017 ablösefrei zu Sport Recife. Ein halbes Jahr später ging er zu América Mineiro, wo er in zehn Monaten 17 mal auflief. Nachdem er drei Monate vereinslos war, unterschrieb Wesley im März 2019 bis zum Jahresende beim brasilianischen Zweitligisten Criciúma EC. Im Januar 2020 wechselte Wesley erneut innerhalb Brasiliens zu Avaí FC.

### Nationalmannschaft
Er gab am 7. Oktober 2010 beim Freundschaftsspiel Brasiliens im Iran sein Debüt in der Nationalmannschaft. Insgesamt wurde zwei Mal eingesetzt, beide Partien waren Freundschaftsspiele.

## Sonstiges
Wesley wurde als Stürmer ausgebildet, hat aber auch schon im offensiven Mittelfeld, auf den Außenpositionen sowie als Außenverteidiger gespielt. Zudem ist er zentral-defensiv als Achter eingesetzt worden.
Als persönliches Vorbild nennt Wesley den ehemaligen Bundesliga-Nationalspieler Brasiliens, Zé Roberto.

## Erfolge
Santos
- Staatsmeisterschaft von São Paulo U 20: 2007
- Staatsmeisterschaft von Sao Paulo: 2010
- Copa do Brasil: 2010

Athletico Paranaense
- Staatsmeisterschaft von Paraná: 2009